# Così speciale
| Recensione | Giudizio |
| ---------- | -------- |
| Newsic     | 7,25/10  |
| Rockol     | 7,5/10   |

Così speciale è il quinto album in studio del cantautore Italiano Diodato, pubblicato il 24 marzo 2023 dalla Carosello Records.

## Descrizione
Durante un'intervista a Radio Deejay, Diodato ha raccontato la nascita dell'album:

## Copertina
La copertina dell'album è stata realizzata da Paolo De Francesco, già autore del precedente album Che vita meravigliosa. La grafica è invece liberamente ispirata a Flowers dell'artista giapponese Tetsumi Kudo:

## Tracce
Testi e musiche di Antonio Diodato e Tommaso Colliva.
1. Ci vorrebbe un miracolo – 3:23
2. Così speciale – 4:15
3. Ormai non c'eri che tu – 3:59
4. Che casino – 2:44
5. Occhiali da sole – 3:57
6. Buco nero – 3:17
7. Ci dobbiamo incontrare – 3:32
8. Se mi vuoi – 3:34
9. Lasciati andare – 3:04
10. Vieni a ridere di me – 5:02

## Classifiche
| Classifica (2023) | Posizione massima |
| ----------------- | ----------------- |
| Italia            | 15                |